# Rue de Tlemcen
La rue de Tlemcen est une voie du 20e arrondissement de Paris, en France.

## Situation et accès
La rue de Tlemcen est une voie publique située dans le 20e arrondissement de Paris. Elle débute au 76, boulevard de Ménilmontant et se termine au 61, rue des Amandiers.

## Origine du nom
La dénomination de la voie est un hommage à la prise de Tlemcen, le 13 janvier 1836, par le général Clauzel, durant la conquête de l'Algérie par la France.

## Historique
Cette ancienne voie de l'ancienne commune de Belleville est ouverte en 1840, entre le boulevard de Ménilmontant et la rue Duris, sous le nom de « rue de Mogador », en souvenir de la prise de cette ville le 16 août 1844 (elle ne doit pas être confondue avec la rue de Mogador, de l'actuel 9e arrondissement).
Elle est classée dans la voirie parisienne en vertu du décret du 23 mai 1863 et prend sa dénomination actuelle par un arrêté du 3 septembre 1869.
Elle est prolongée du croisement avec la rue Duris à celui avec la rue des Amandiers entre 1912 et 1924.

## Bâtiments remarquables et lieux de mémoire
- No 15 : la famille de Rachel Jedinak, née Psankiewicz, résidait à proximité, 26 rue Duris. Le 15 juillet 1942, alors que la rumeur d'une prochaine rafle antisémite enfle, sa mère cache ses deux filles 15 rue de Tlemcen, chez leurs grands-parents. Après avoir été dénoncées par la concierge, la police passe et elles doivent retourner rue Duris. La famille est escortée jusqu'à un centre de regroupement de Juifs installé à La Bellevilloise. Les deux jeunes filles parviennent à s'enfuir par une issue de secours, les policiers en faction ayant opportunément détourné leur regard[2].